# Список наград и номинаций Дейва Грусина
Список наград и номинаций американского композитора, дирижёра и продюсера Дэйва Грузина включает в себя премии и номинации, полученные им с момента начала музыкальной карьеры в 1959 году. В общей сложности Грузин был удостоен 15 наград в 38 различных номинациях, в их числе премии «Оскар», «Сатурн», «Золотой глобус», «Грэмми», BMI Film & TV Awards, BAFTA, CableACE Awards, Прайм-тайм премия «Эмми», «Золотая малина», Santa Fe Film Critics Circle Awards, а также премия Голливудского кинофестиваля.
В 1991 году Дэйв Грузин получил почётное звание «Man of Music» за выдающиеся жизненные достижения в области музыки от ассоциации Phi Mu Alpha Sinfonia.

## Награды и номинации

### «Оскар»
«Оскар» — Премия Академии кинематографических искусств и наук — главная ежегодная кинопремия мира. Грузин удостоился 1 статуэтки, будучи номинированным 8 раз.
| Год[≡] | Номинированная работа            | Категория     | Результат |
| ------ | -------------------------------- | ------------- | --------- |
| 1979   | «Небеса могут подождать»         | Лучшая музыка | Номинация |
| 1980   | «Чемпион»                        | Лучшая музыка | Номинация |
| 1982   | «На золотом озере»               | Лучшая музыка | Номинация |
| 1983   | «It Might Be You» из к/ф «Тутси» | Лучшая песня  | Номинация |
| 1989   | «Война на бобовом поле Милагро»  | Лучшая музыка | Победа    |
| 1990   | «Знаменитые братья Бейкеры»      | Лучшая музыка | Номинация |
| 1991   | «Гавана»                         | Лучшая музыка | Номинация |
| 1994   | «Фирма»                          | Лучшая музыка | Номинация |

[^] Ссылки ведут на статьи о церемониях вручения «Оскар» за соответствующий год.

### «Золотой глобус»
«Золотой глобус» — американская премия, присуждаемая Голливудской ассоциацией иностранной прессы за выдающиеся кинофильмы и телевизионные картины. Грузин номинировался 4 раза в категории «Лучшая музыка».
| Год[≡] | Номинированная работа           | Категория              | Результат |
| ------ | ------------------------------- | ---------------------- | --------- |
| 1989   | «Война на бобовом поле Милагро» | Лучшая музыка к фильму | Номинация |
| 1990   | «Знаменитые братья Бейкеры»     | Лучшая музыка к фильму | Номинация |
| 1991   | «Гавана»                        | Лучшая музыка к фильму | Номинация |
| 1992   | «Для наших ребят»               | Лучшая музыка к фильму | Номинация |

[^] Ссылки ведут на статьи о церемониях вручения «Золотого глобуса» за соответствующий год.

### «Грэмми»
Премия «Грэмми» считается наиболее важной музыкальной наградой и вручается ежегодно Национальной академией искусства и науки звукозаписи. Грузин является обладателем 10 наград в 17 номинациях.
| Год[≡] | Номинированная работа                            | Категория                                                            | Результат |
| ------ | ------------------------------------------------ | -------------------------------------------------------------------- | --------- |
| 1969   | «Выпускник»                                      | Лучший саундтрек к фильму, телевидению или другому визуальному медиа | Победа    |
| 1977   | «Три дня Кондора»                                | Лучший саундтрек к фильму, телевидению или другому визуальному медиа | Номинация |
| 1983   | «На золотом озере»                               | Лучший саундтрек к фильму, телевидению или другому визуальному медиа | Номинация |
| 1984   | Summer Sketches ’82                              | Лучшая аранжировка                                                   | Победа    |
| 1984   | «Тутси»                                          | Лучший саундтрек к фильму, телевидению или другому визуальному медиа | Номинация |
| 1986   | «Early A.M. Attitude»                            | Лучшая аранжировка                                                   | Победа    |
| 1990   | «Знаменитые братья Бейкеры»                      | Лучший саундтрек к фильму, телевидению или другому визуальному медиа | Победа    |
| 1990   | «My Funny Valentine»                             | Лучшая инструментальная аранжировка в сопровождении вокалиста(ов)    | Победа    |
| 1990   | «Война на бобовом поле Милагро»                  | Лучшая аранжировка                                                   | Победа    |
| 1992   | «Medley: Bess You Is My Woman/I Loves You Porgy» | Лучшая аранжировка                                                   | Победа    |
| 1992   | «Гавана»                                         | Лучший саундтрек к фильму, телевидению или другому визуальному медиа | Номинация |
| 1994   | «Mood Indigo»                                    | Лучшая аранжировка                                                   | Победа    |
| 1995   | «Фирма»                                          | Лучший саундтрек к фильму, телевидению или другому визуальному медиа | Номинация |
| 1995   | «Three Cowboy Songs»                             | Лучшая инструментальная аранжировка                                  | Победа    |
| 1996   | «Лекарство»                                      | Лучший саундтрек к фильму, телевидению или другому визуальному медиа | Номинация |
| 1998   | «Селена»                                         | Лучший саундтрек к фильму, телевидению или другому визуальному медиа | Номинация |
| 2003   | «Mean Old Man»                                   | Лучшая инструментальная аранжировка в сопровождении вокалиста(ов)    | Победа    |

[^] Ссылки ведут на статьи о церемониях вручения «Грэмми» за соответствующий год.

### «Сатурн»
«Сатурн» — американская премия, вручаемая Академией научной фантастики, фэнтези и фильмов ужасов. Грузин был номинирован единожды.
| Год  | Номинированная работа    | Категория     | Результат |
| ---- | ------------------------ | ------------- | --------- |
| 1979 | «Небеса могут подождать» | Лучшая музыка | Номинация |

### BAFTA Awards
BAFTA — премия Британской академии кино и телевизионных искусств, вручаемая за достижения в областях кинематографии, телевидения, компьютерных игр и искусства для детей. Грузин номинировался дважды.
| Год[≡] | Номинированная работа       | Категория     | Результат |
| ------ | --------------------------- | ------------- | --------- |
| 1984   | «Тутси»                     | Лучшая песня  | Номинация |
| 1991   | «Знаменитые братья Бейкеры» | Лучшая музыка | Номинация |

[^] Ссылки ведут на статьи о церемониях вручения BAFTA Awards за соответствующий год.

### BMI Film & TV Awards
Film & TV Music Awards — ежегодная церемония вручения премий Американской организации по музыкальным правам Broadcast Music, Inc. Грузин получил одну награду в 1993 году.
| Год  | Номинированная работа | Категория            | Результат |
| ---- | --------------------- | -------------------- | --------- |
| 1993 | «Фирма»               | BMI Film Music Award | Победа    |

### CableACE Awards
CableACE Awards — премия за лучшую американскую телепередачу, присуждавшаяся в период с 1978 по 1997 год. Грузин удостоился премии в 1997 году.
| Год  | Номинированная работа | Категория                     | Результат |
| ---- | --------------------- | ----------------------------- | --------- |
| 1997 | «В сумерках»          | Лучший оригинальный саундтрек | Победа    |

### Премии Голливудского кинофестиваля
Голливудский кинофестиваль — ежегодный фестиваль, проводимый в Лос-Анджелесе, также включает в себя церемонию вручения наград в области кинематографа. В 1998 году Грузин получил особую награду за выдающиеся заслуги кинокомпозитора.
| Год  | Номинант    | Категория                             | Результат |
| ---- | ----------- | ------------------------------------- | --------- |
| 1998 | Дэйв Грузин | За выдающиеся заслуги кинокомпозитора | Победа    |

### Primetime Emmy Awards
Прайм-тайм премия «Эмми» — главная американская премия в области телевидения, ежегодно вручаемая Американской телевизионной академией. Грузин номинировался один раз.
| Год  | Номинированная работа | Категория                            | Результат |
| ---- | --------------------- | ------------------------------------ | --------- |
| 2002 | «Ужин с друзьями»     | Лучшая музыка для телесериала/фильма | Номинация |

### «Золотая малина»
«Золотая малина» — американская антинаграда, отмечающая худшие актёрские работы, сценарий, режиссуру, песню и фильм года. Грузин номинировался один раз.
| Год  | Номинированная работа | Категория    | Результат |
| ---- | --------------------- | ------------ | --------- |
| 1983 | «Автора! Автора!»     | Худшая песня | Номинация |

### Santa Fe Film Critics Circle Awards
Santa Fe Film Critics Circle Awards — премия группы кинокритиков Санта Фе.
| Год  | Номинант    | Категория          | Результат |
| ---- | ----------- | ------------------ | --------- |
| 2000 | Дэйв Грузин | Golden Chile Award | Победа    |